# لوید سام
لوید سام (انگلیسی: Lloyd Sam؛ زادهٔ ۲۷ سپتامبر ۱۹۸۴) یک بازیکن فوتبال اهل بریتانیا است.